# Raul Gustavo
Raul Gustavo Pereira Bicalho vagy Raul Gustavo (Pedro Leopoldo, 1999. április 20. –) brazil labdarúgó, a New York City középhátvédje.

## Pályafutása

### Klubcsapatokban
Pályafutását a Democrata és a Betinense ifjúsági klubokban kezdte. 2018-ban aláírta első profi szerződését a Lokomotiva Zagrebbel. 2020-ban a Corinthians akadémia játékosa lett. 2020 elején kölcsönadták az Internacional Limeira klubhoz. A Corinthiansban 2021. január 28-án mutatkozott be a Bahia elleni mérkőzésen. Április 25-én megszerezte első gólját a Corinthians színeiben a Santos elleni meccsen.  A Corinthiansban 47 bajnoki találkozón lépett pályára, hat gólt szerzett és három gólpasszt adott.

#### Ferencváros
2024. június 19-én bejelentették átigazolását a Ferencvároshoz. Október 3-án az Európa-liga alapszakaszának 2. fordulójában a Tottenham elleni mérkőzés hajrájában megsérült: eltörte a kulcscsontját, vállában pedig elszakadt egy szalag.

## Sikerei, díjai

### Klubcsapatokban
Bahia
- Baiano (első osztály) (1): 2023

 Ferencváros
- Magyar bajnok (1): 2024–25[7]
- Magyar kupa ezüstérem (1): 2025